# ويتولد ماجكرسكي
ويتولد ماجكرسكي (بالبولندية: Witold Majchrzycki)‏ (4 فبراير 1909 – 4 ديسمبر 1993) هو ملاكم بولندي راحل، مثّل بلاده في الألعاب الأولمبية الصيفية 1928.

## روابط خارجية
ويتولد ماجكرسكي على موقع أوليمبيديا (الإنجليزية)